# アメリカクラシック三冠

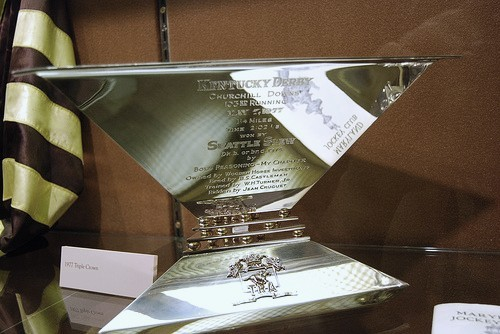
旧トリプルクラウントロフィー

アメリカクラシック三冠（Triple Crown of Thoroughbred Racing）は、アメリカ合衆国のサラブレッド平地競馬の競走のうち、5月から6月にかけて開催される以下の3歳限定競走のこと、またはその全てを制覇することを指すものである。
- ケンタッキーダービー - チャーチルダウンズ競馬場で行われるダート1マイル1/4（10ハロン・約2012メートル）の競走。
- プリークネスステークス - ピムリコ競馬場で行われるダート1マイル3/16（9.5ハロン・約1911メートル）の競走。
- ベルモントステークス - ベルモントパーク競馬場で行われるダート1マイル1/2（12ハロン・約2414メートル）の競走。

アメリカ競馬のクラシック三冠は、イギリスクラシック三冠よりも、フランス式のそれに似ている。3戦の間隔が短く、例年5月1週目の土曜に開催されるケンタッキーダービーより始まり2週後のプリークネスステークスが第2戦、その3週後のベルモントステークスが最終戦となる。また、いずれも牡馬・牝馬・せん馬の出走が可能である。ただし牝馬にはこれとは別にケンタッキーオークス、およびニューヨーク牝馬三冠（トリプルティアラ）路線が存在するため、牝馬がこの路線上に出走することはあまり多くない。

## 歴史
アメリカ競馬三冠の各競走はベルモントステークスが1867年、プリークネスステークスが1873年、ケンタッキーダービーは1875年に創設された競走である。しかしクラシック三冠の概念は創設当初からあったわけではなく、サーバートンが史上初めてこの3競走を制した当時はその3競走をひと括りにして「三冠」と呼ばれることはなかった。
三冠の概念が初めて登場したとされるのが1930年で、競馬新聞デイリー・レーシング・フォームのコラムニストであったチャールズ・ハットンがこの年その3競走をすべて優勝したギャラントフォックスについての記事中で用いたのが始まりとされている。一方、ニューヨーク・タイムズには1923年当時に三冠の概念を主張していたと思しき記事が存在しているが関連は不明である。なお、現在ではサーバートンに関しても初代三冠馬として扱われている。
1985年にケンタッキーダービーに勝利したスペンドアバックはその次に2冠目のプリークネスステークスではなく、G3ジャージーダービーに出走した。ジャージーダービーが行われるガーデンステート競馬場のオーナーがケンタッキーダービーとジャージーダービーの両方を勝利した馬に200万ドルのボーナスを出すとしていたからである。このことにショックを受けたチャーチルズダウンズ・ピムリコ・ベルモント各競馬場のオーナーはトリプルクラウンプロダクションを設立し翌1986年から三冠競走に出走し、最も好成績を挙げた馬に100万ドルのボーナスを設定した。
2015年にアメリカンファラオが37年ぶりに3競走を制し、三冠達成馬は12頭となった。アメリカンファラオが三冠達成する以前の話として、1978年にアファームドが達成して以降2014年までケンタッキーダービー・プリークネスステークスの両方を勝って王手をかけた馬が13頭おり、うち12頭がベルモントステークスに出走して敗れていた。なお、アメリカクラシック三冠の二冠馬については二冠馬#アメリカの二冠馬を参照。

### 年表
- 1867年 - ジェロームパーク競馬場でベルモントステークスが創設される。同競走は後にベルモントパーク競馬場に移設される。
- 1873年 - ピムリコ競馬場でプリークネスステークスが創設される。
- 1875年 - チャーチルダウンズ競馬場でケンタッキーダービーが創設される。
- 1919年 - サーバートンが3競走を初めて制覇する。後に三冠馬として追号される。
- 1930年 - ギャラントフォックスが3競走を制覇、「三冠」の称号が初めて登場する。
- 1935年 - オマハが三冠を達成。初の親子三冠馬となる。
- 1937年 - ウォーアドミラルが三冠を達成。
- 1941年 - ワーラウェイが三冠を達成。
- 1943年 - カウントフリートが三冠を達成。
- 1946年 - アソールトが三冠を達成。
- 1948年 - サイテーションが三冠を達成。
- 1973年 - セクレタリアトが25年ぶりに三冠を達成。三冠全てがレコードタイムでの勝利であり、50年が経過した現在でもいずれの記録も破られていない。
- 1977年 - シアトルスルーが三冠を達成。アメリカ史上初の無敗での三冠。
- 1978年 - アファームドが三冠を達成。初の2年連続輩出。全競走とも2着はアリダー。
- 2015年 - アメリカンファラオが37年ぶりに（アメリカ史上最長間隔）三冠を達成。
- 2018年 - ジャスティファイが三冠を達成。シアトルスルー以来2頭目の無敗での達成。

## 歴代三冠馬
| 達成年 | 競走馬                              | 騎手             | 調教師                | 馬主                                                                   | 競走施行日                          |
| ------ | ----------------------------------- | ---------------- | --------------------- | ---------------------------------------------------------------------- | ----------------------------------- |
| 1919年 | Sir Barton サーバートン             | Johnny Loftus    | H.Guy Bedwell         | J.K.L.Ross                                                             | KD：5月10日 PS：5月14日 BS：6月11日 |
| 1930年 | Gallant Fox ギャラントフォックス    | Earl Sande       | James E.Fitzsimmons   | Belair Stud                                                            | PS：5月9日 KD：5月17日 BS：6月7日   |
| 1935年 | Omaha オマハ                        | William Saunders | James E.Fitzsimmons   | Belair Stud                                                            | KD：5月4日 PS：5月11日 BS：6月8日   |
| 1937年 | War Admiral ウォーアドミラル        | C.Kurtsinger     | George Conway         | Samuel D.Riddle                                                        | KD：5月8日 PS：5月15日 BS：6月5日   |
| 1941年 | Whirlaway ワーラウェイ              | Eddie Arcaro     | Ben A.Jones           | Calumet Farm                                                           | KD：5月3日 PS：5月10日 BS：6月7日   |
| 1943年 | Count Fleet カウントフリート        | Johnny Longden   | G.Donald Cameron      | Fannie Hertz                                                           | KD：5月8日 PS：5月15日 BS：6月5日   |
| 1946年 | Assault アソールト                  | Warren Mehrtens  | Max Hirsch            | King Ranch                                                             | KD：5月4日 PS：5月11日 BS：6月1日   |
| 1948年 | Citation サイテーション             | Eddie Arcaro     | Horace A.Jones        | Calumet Farm                                                           | KD：5月1日 PS：5月15日 BS：6月12日  |
| 1973年 | Secretariat セクレタリアト          | Ron Turcotte     | Lucien Laurin         | Meadow Stable                                                          | KD：5月5日 PS：5月19日 BS：6月9日   |
| 1977年 | Seattle Slew シアトルスルー         | Jean Cruguet     | William H.Turner, Jr. | Karen L.Taylor                                                         | KD：5月7日 PS：5月21日 BS：6月11日  |
| 1978年 | Affirmed アファームド               | Steve Cauthen    | Laz Barrera           | Harbor View Farm                                                       | KD：5月6日 PS：5月20日 BS：6月10日  |
| 2015年 | American Pharoah アメリカンファラオ | Victor Espinoza  | Bob Baffert           | Zayat Stables                                                          | KD：5月2日 PS：5月16日 BS：6月6日   |
| 2018年 | Justify ジャスティファイ            | Mike Smith       | Bob Baffert           | China Horse Club Head of Plains Partners Starlight Racing WinStar Farm | KD：5月5日 PS：5月19日 BS：6月9日   |

- KDはケンタッキーダービー、PSはプリークネスステークス、BSはベルモントステークスの略。
- ギャラントフォックスの達成当時は、プリークネスステークスがケンタッキーダービーより前に開催されていた。